# Eurysphindus hirtus
Eurysphindus hirtus es una especie de coleóptero de la familia Sphindidae.

## Distribución geográfica
Habita en Canadá  y Estados Unidos.